# Municipio de Clearfield (condado de Butler)
El municipio de Clearfield (en inglés: Clearfield Township) es un municipio ubicado en el condado de Butler en el estado estadounidense de Pensilvania. En el año 2000 tenía una población de 2.705 habitantes y una densidad poblacional de 44.7 personas por km².

## Geografía
El municipio de Clearfield se encuentra ubicado en las coordenadas 40°50′00″N 79°45′59″O / 40.83333, -79.76639.

## Demografía
Según la Oficina del Censo en 2000 los ingresos medios por hogar en la localidad eran de $35,208 y los ingresos medios por familia eran $42,375. Los hombres tenían unos ingresos medios de $30,682 frente a los $20,714 para las mujeres. La renta per cápita para la localidad era de $14,952. Alrededor del 10,8% de la población estaban por debajo del umbral de pobreza.